# Hailun Lu
Hailun Lu (chiń. 海伦路站) – stacja metra w Szanghaju, na linii 4. Zlokalizowana jest pomiędzy stacjami Linping Lu, Baoshan Lu, Youdian Xincun i Sichuan Bei Lu. Została otwarta 29 grudnia 2007.